# Прва савезна лига Југославије у фудбалу 1952/53.
Прва савезна лига Југославије у фудбалу 1952/53. била је највиши ранг фудбалског такмичења у Југославији 1952/53. године. И двадесетпета сезона по реду у којој се организовало првенство Југославије у фудбалу. Шампион је постала Црвена звезда из Београда, освојивши своју другу шампионску титулу. Из лиге су испали мостарски Вележ и Загреб.

## Учесници првенства
У фудбалском првенство Југославије у сезони 1952/53. је учествовало укупно 12 тимова, од којих су 5 са простора НР Србије, 4 из НР Хрватске, 2 из НР Босне и Херцеговине и 1 из НР Македоније.
- БСК, Београд
- Вардар, Скопље
- Вележ, Мостар
- Војводина, Нови Сад
- Динамо, Загреб
- Загреб
- Локомотива, Загреб
- Партизан, Београд
- Сарајево
- Спартак, Суботица
- Хајдук, Сплит
- Црвена звезда, Београд

## Табела
| Место | Клуб              | мечева | победа | нерешених | пораза | дати голови | примљени голови | гол разлика | бодова |
| ----- | ----------------- | ------ | ------ | --------- | ------ | ----------- | --------------- | ----------- | ------ |
| 1     | Црвена звезда     | 22     | 13     | 5         | 4      | 47          | 27              | +20         | 31     |
| 2     | Хајдук            | 22     | 11     | 7         | 4      | 49          | 35              | +14         | 29     |
| 3     | Партизан          | 22     | 11     | 3         | 8      | 58          | 36              | +22         | 25     |
| 4     | Војводина         | 22     | 10     | 4         | 8      | 37          | 26              | +1          | 24     |
| 5     | БСК               | 22     | 9      | 5         | 8      | 34          | 37              | -3          | 23     |
| 6     | Сарајево          | 22     | 9      | 4         | 9      | 39          | 33              | +6          | 22     |
| 7     | Динамо            | 22     | 8      | 6         | 8      | 32          | 30              | -14         | 20     |
| 8     | Локомотива        | 22     | 6      | 9         | 7      | 33          | 40              | -7          | 21     |
| 9     | Вардар            | 22     | 7      | 5         | 10     | 37          | 46              | -9          | 19     |
| 10    | Спартак           | 22     | 8      | 3         | 11     | 33          | 44              | -11         | 19     |
| 11    | Вележ             | 22     | 6      | 3         | 13     | 30          | 51              | -21         | 15     |
| 12    | Загреб            | 22     | 5      | 4         | 13     | 23          | 37              | -14         | 14     |
| -     | Пролетер Осијек   | -      | -      | -         | -      | -           | -               | -           | -      |
| -     | Раднички Београд  | -      | -      | -         | -      | -           | -               | -           | -      |
| -     | Работнички Скопље | -      | -      | -         | -      | -           | -               | -           | -      |
| -     | Одред Љубљана     | -      | -      | -         | -      | -           | -               | -           | -      |

Најбољи стрелац: Тодор Живановић (Црвена звезда) - 17 голова из 21 утакмице.

## Освајач лиге
- ЦРВЕНА ЗВЕЗДА (тренер: Жарко Михајловић, касније Бане Секулић)

играчи (утакмица/голова): 
Миљан Зековић (22/0)
Тодор Живановић (21/17)
Бранко Станковић (21/1)
Предраг Ђајић (21/1)
Синиша Златковић (21/0)
Рајко Митић (18/8)
Тихомир Огњанов (17/3)
Милорад Дискић (17/0)
Бранислав Вукосављевић (13/8)
Коста Томашевић (9/3)
Димитрије Тадић (7/0)
Јован Цокић (6/2)
Бела Палфи (6/1)
Василије Шијаковић (6/1)
Љуба Спајић (6/0)
Драгољуб Жупац (3/0)
Миливоје Ђурђевић (2/0)
Бранко Нешовић (1/0)
Светислав Милић (1/0)
Миодраг Петровић (1/0)
Мирослав Лазић (1/0)
| Првак Југославије у фудбалу 1952/53. |
| ------------------------------------ |
| Црвена звезда 2. титула              |